# Nancy-sur-Cluses
Nancy-sur-Cluses är en kommun i departementet Haute-Savoie i regionen Auvergne-Rhône-Alpes i sydöstra Frankrike. Kommunen ligger i kantonen Scionzier som tillhör arrondissementet Bonneville. År 2022 hade Nancy-sur-Cluses 466 invånare.

## Befolkningsutveckling
Antalet invånare i kommunen Nancy-sur-Cluses
| Referens: INSEE |